# Stygnomma solisitiens
Stygnomma solisitiens is een hooiwagen uit de familie Stygnommatidae.